# اینکی یکم
اینکی یکم (به زبان اکدی: 𒀭𒂗𒆠) یکی از پادشاهان کوتیان بود که بر شهر مهم شوش و مناطق گوتیوم حکمرانی می‌کرد. او در دوره‌ای حساس از تاریخ میانرودان حکومت می‌کرد که کوتیان کنترل بخش‌هایی از بین النهرین را در دست داشتند.

## دوران حکومت
بر اساس تحقیقات D.T. Potts در کتاب The Archaeology of Elam، اینکی یکم احتمالاً یکی از نخستین حاکمان کوتی بود که پایتخت خود را به شوش منتقل کرد و تلاش کرد تا فرهنگ کوتی را با تمدن ایلامی تلفیق کند.

## اقدامات و سیاست‌ها
فرانسوا والات در پژوهش‌های خود اشاره می‌کند که اینکی یکم سیاست‌های زیر را دنبال می‌کرد:
- احداث معابد جدید در شوش
- پذیرش برخی عناصر فرهنگی ایلامی
- حفظ ساختارهای نظامی کوتی[۲]

## شواهد باستان‌شناسی
مهم‌ترین شواهد مربوط به این دوره شامل:
- مهرهای استوانه‌ای یافت شده در شوش با نام اینکی
- کتیبه‌های اکدی که به روابط او با دیگر حکومت‌ها اشاره می‌کنند
- بقایای معماری در شوش که نشان‌دهنده تأثیرات کوتی است